# Strychnos millepunctata
Strychnos millepunctata är en tvåhjärtbladig växtart som beskrevs av Leeuwenb.. Strychnos millepunctata ingår i släktet Strychnos och familjen Loganiaceae. Inga underarter finns listade i Catalogue of Life.